# Rugby en silla de ruedas en los Juegos Mundiales de 2022
El Rugby en silla de ruedas es uno de los deportes en los cuales se competirá durante los Juegos Mundiales de Birmingham 2022.
Se trata de uno de cuatro deportes invitados que no forman parte del programa oficial de los Juegos, y de una disciplina que se disputará por primera vez dentro de este evento.
El rugby en silla de ruedas tendrá un único evento con equipos mixtos y las pruebas tendrán lugar en la pista techada del Birmingham CrossPlex.

## Antecedentes
Los Juegos Mundiales de Birmingham 2022 son los primeros que incluyen deportes paralímpicos en un esfuerzo de inclusividad. Adicionalmente, la Asociación Internacional de Juegos Mundiales está en pláticas con el Comité Paralímpico Internacional para asegurar la inclusión de paradeportistas en ediciones futuras.

## Países participantes
World Wheelchair Rugby, la federación que supervisa este deporte a nivel mundial anunció en junio de 2021 que los participantes en Birmingham 2022 serían seis selecciones nacionales, que fueron elegidas por invitación
Se trata de:
| - Alemania (GER) - Canadá (CAN) | - Estados Unidos (USA) - Japón (JAP) | - Reino Unido (GBR) - Suiza (SWI) |

Adicionalmente, la federación anunció cuatro equipos que se encuentran en calidad de reserva en caso de que alguno de los arriba mencionados no puedan viajar a Alabama a competir.
Se trata, en orden de prioridad de: Francia, Suecia, Finlandia e Israel.

## Medallistas
| Evento       | Oro | Plata | Bronce |
| ------------ | --- | --- | --- |
| Evento Mixto | Reino Unido David Cowling Nick Cummins Sam Dickinson Kylie Grimes Daniel Kellett Myles Pearson Luke Wilson | Japón Yuki Hasegawa Tomoaki Imai Kotaro Kishi Kae Kurahashi Seiya Norimatsu Takayuki Norimatsu Hitoshi Ogawa Hidefumi Wakayama | Alemania · Florian Bongard · Niklas Braschoss · Britta Kripke · Christian Riedel · Peter Schreiner · Thomas Schuwje · Robert Teichmann |